# Fanega

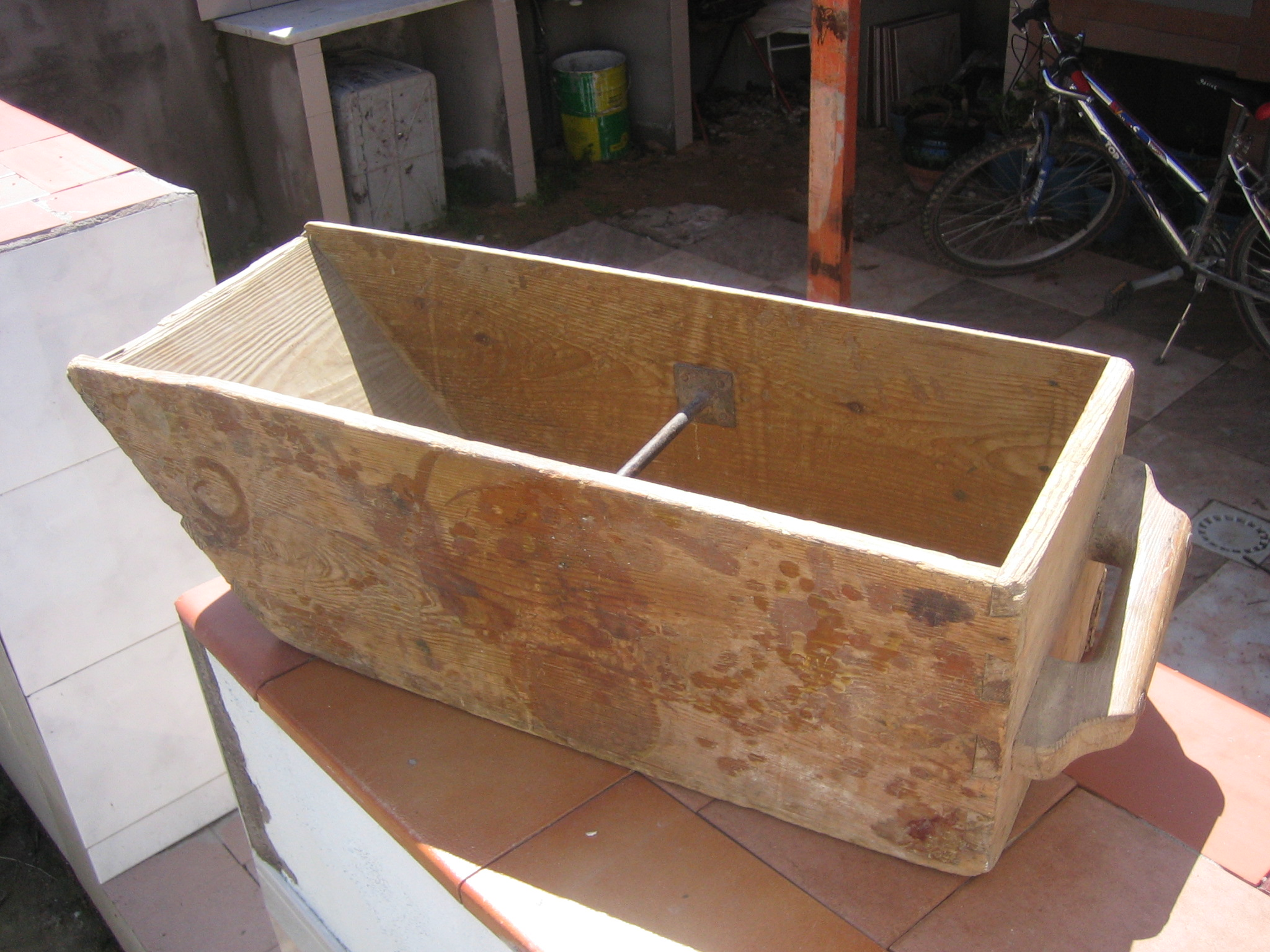
Contenedor de media fanega de capacidad (Cuenca, España).

La fanega es una unidad de medida de la metrología tradicional española, anterior al establecimiento y la implantación del sistema métrico decimal. Es tanto una unidad de volumen o capacidad como una unidad de superficie, con gran variabilidad según la región. En el marco de Castilla, la conversión es 55.5 litros de capacidad o 6459.6 m² para la fanega de superficie. Se utilizaba para medir productos agrícolas (especialmente cereales) o áridos, y fincas agrícolas. Se divide en dos cuartos, cuatro cuartillas o doce celemines.

## Medida de capacidad
Según el marco de Castilla, la fanega como unidad tradicional de volumen o capacidad equivale a 55.5 litros, aunque esta equivalencia es variable según los lugares de uso. Su nombre proviene del árabe andalusí: faníqa, medida de áridos, y este del árabe clásico: fanīqah, saco para transportar tierra.

## Medida de superficie
La fanegada, como unidad tradicional de superficie agraria, equivale a diez mil varas cuadradas (100 × 100 varas, siendo 1 vara = 0.835905 metros). De acuerdo con el Diccionario de la lengua española, «según el marco de Castilla, contiene 576 estadales cuadrados y equivale a 64.596 áreas». En La Rioja equivale a dos mil metros cuadrados, aunque es muy variable según los lugares.
La «fanega de puño» o «fanega de sembradura» es la cantidad de terreno necesaria para sembrar una fanega de grano, en las condiciones propias de la agricultura tradicional. Tierras de mejor calidad necesitaban menos superficie y de ahí la diferencia de superficie para comarcas diferentes. La utilidad de tal medida era evidente: dos agricultores que habían sembrado veinte fanegas de trigo, sabían que su cosecha sería similar. Correspondía a seis mil varas cuadradas o 4192.4230 metros cuadrados.
La «fanega de tierra», «fanegada» o «hanegada» (no debe confundirse con una palabra homófona: «anegada» —participio del verbo anegar—) es una medida agraria de superficie, bastante variable según regiones e incluso según cultivos.

La hanegada, si es de cebada, 48 400 pies cuadrados, si es de trigo, 72 600 pies cuadrados. ... El estadal Real del territorio de Madrid tiene 10 tercias y media que es lo mismo que 10 pies y medio: cada hanegada 12 celemines; y cada celemín 33 estadales, i un tercio, cuadrados.
...
En Valencia se cuenta por hanegadas, cahizadas y yugadas. La hanegada consta de 200 brazas cuadradas o 16 200 palmos cuadrados. La cahizada, de 6 hanegadas, esto es, de 97 200 palmos cuadrados. La yugada consta de 6 cahizadas.

En Valencia una hanegada son 831 metros cuadrados; equivaliendo aproximadamente a la doceava parte de una hectárea, es decir 833,33 metros cuadrados.
En Extremadura, una fanega es igual a 6400 metros cuadrados.

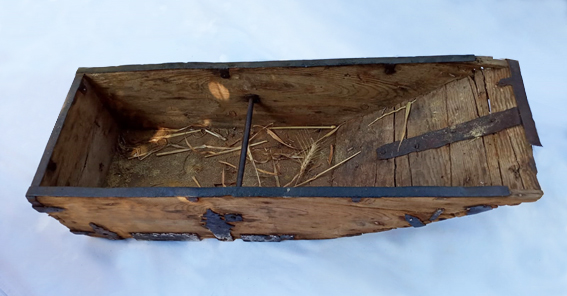
Medidor de fanegas en La Mancha

En Castilla equivale a 576 estadales cuadrados o 6459.6 metros cuadrados.
En Canarias una fanegada son 5248 metros cuadrados.
En Colombia, la «fanegada», también llamada «plaza» o «cuadra» (no debe confundirse con otras acepciones de «plaza» ni con la unidad de longitud denominada «cuadra» —comprendida más o menos entre los 100 y 150 m—), es una antigua unidad de medida de superficie utilizada en agrimensura y se define como el área de un cuadrado de cien varas de lado, o diez mil varas cuadradas. Equivale a 6400 m² o 0.64 hectáreas. Es aún muy usada en el Valle del Cauca.

## Múltiplos y submúltiplos
En ambos casos, es decir, como medida de capacidad y como medida de superficie, la unidad fanega a su vez se subdivide en almudes, celemines, cuartos o cuartillas. La equivalencia variaba según las regiones: en Castilla una fanega eran veintiún celemines mientras que en Aragón o La Rioja (España)  valía doce celemines.
La unidad superior a la fanega era el cahíz. En Aragón un cahíz equivalía a ocho fanegas mientras que en Castilla equivalía a doce fanegas.

## Origen etimológico
Como medida de superficie, el vocablo «fanega» proviene del árabe faddãn, que hace referencia a «lo que un par de bueyes pueden arar en un día». Su uso se extendió ampliamente por España e Iberoamérica, hasta que fue oficialmente suprimida y reemplazada por las unidades del sistema métrico decimal. 
Aunque la fanega como unidad de capacidad está prácticamente en desuso, la fanega de tierra sigue empleándose como unidad de referencia, a nivel coloquial, en amplias zonas rurales, dado que muchas parcelaciones de tierra aún vigentes se realizaron utilizando este patrón de medida.
Junto a la fanega de tierra existía la fanega de puño, también conocida como fanega de sembradura, que es la superficie de suelo que se sembraba con una fanega de trigo. Según la calidad de la tierra, se sembraba más o menos «espeso» o sea con más o menos grano por unidad de superficie. Por ese motivo hay una gran diferencia entre la superficie de la fanega de sembradura de diversas zonas. Incluso dentro de un mismo término municipal, las tierras de vega con una buena capacidad de producción se sembraban utilizando más semilla que en el páramo o el monte. Por ejemplo en Pesquera de Duero (Valladolid) las fanegas de vega son un tercio de hectárea y las del monte son de casi media hectárea.

## Localismos
Existían innumerables localismos de modo que es preciso recurrir a los ejemplos de equivalencia dados en diferentes regiones y comarcas:
- En Andalucía Occidental, como unidad de superficie, equivalía en el Norte a 6440, y en el Sur a 6121 metros cuadrados aproximadamente. Aún se emplea el término en el lenguaje coloquial.
- En Granada, unidad de superficie, equivalente a 4698.5 metros cuadrados. Esta medida puede variar según zonas.
- En la provincia castellana de Burgos (España), en la comarca de La Bureba, era una unidad de superficie equivalente a 2000 metros cuadrados. Es decir, cinco fanegas de terreno de cultivo hacen una hectárea.
- En la provincia castellana de Burgos (España), en la comarca de Las Merindades, una hectárea tiene tres fanegas, luego son aproximadamente 3333 metros cuadrados.
- En Villar de Cañas en Cuenca (Castilla-La Mancha, España), unidad de superficie equivalente a unos 4400 metros cuadrados (2.25 fanegas por hectárea).
- En la Mancha-Centro (Villarrobledo, Albacete), se barajan indistintamente dos tipos de fanegas: la «fanega grande», de 7500 metros cuadrados; y la «fanega chica», o estándar de 6440 metros cuadrados. Esto se explica debido a la relativa rentabilidad existente para los campos de siembra en aceptar una fanega de grano-simiente (los 55.50 litros de capacidad); de modo que en los campos húmedos y mejores es costumbre referirse a la fanega chica, y en los más áridos la fanega grande.
- En Galicia (España), unidad de superficie, equivalente a 2103 metros cuadrados.
- En León (España), no se usa esta medida sino la hemina que equivale a 939.4133 m² en las tierras de secano y a 626.2238 m² en las de regadío.
- En Canarias (España), correspondía a una superficie de tierra equivalente a 5248 m², necesaria para sembrar una fanega de trigo igual a 62.6 litros.
- En Burgos y Madrid (España), una fanega corresponde a 3424 metros cuadrados.
- En Murcia (España), una fanega corresponde a 2800 metros cuadrados.
- En Valencia (España), una fanecada equivale a 833.33 metros cuadrados.
- En Fuentidueña de Tajo, Madrid, una fanega equivale a 3333 m², o lo que es lo mismo tres fanegas son una hectárea.
- En Porcuna (Jaén), una fanega equivale a 5707 m².
- En Begíjar, y Baeza, Jaén, una fanega equivale a la superficie de tierra que contiene entre unos 48-54 olivos aproximadamente.
- En Escacena del Campo (Huelva), la fanega coincide exactamente con la llamada «fanega de puño», esto es, 4192.42 metros cuadrados.

La fanega se usó también como unidad para las transacciones comerciales de cereal. El precio se fijaba hasta comienzos del siglo XX en reales la fanega y después en duros la fanega. En el Campo de Peñafiel hasta mediados del siglo XX no se comenzó a operar en ptas./kg.